# ست القصور
ست القصور أو سيدة القصور بنت الخليفة الفاطمي الحافظ لدين الله، هي أميرة فاطمية عاشت في السنوات الأخيرة من عمر الدولة الفاطمية، وقد تسبب تورطها في تدبير مؤامرة سياسية بمقتلها في سنة 556 هـ.

## حياتها
كانت الأخت الكبرى لست القصور قد قُتلت بعد مشاركتها في محاولة اغتيال للوزير الصالح طلائع بن رزيك. فتولت ست القصور مسؤولية كفالة ابن اخيها الخليفة الصغير العاضد لدين الله، وصفها عمارة اليمني بأنها «ذات خلق وكرم» وكانت مهتمة بشؤون الحكم وتتابع مجريات الأمور السياسية.

## مقتلها
قررت الأميرة ست القصور أن تسير على نهج أختها القتيلة في ضرورة التخلص من الوزير ابن رزيك، فدبرت مؤامرة مع بعض القادة والأمراء لاغتيال ابن رزيك في دهليز القصر عند قدومه لمقابلة الخليفة، فتعرض الوزير لطعنات قاتلة من قبل جماعة من السودان لكنه لم يمت على الفور بل تم نقله إلى بيته، وأرسل إلى الخليفة العاضد يعاتبه على ما لحق به فأنكر الخليفة مشاركته في مؤامرة عمته، وبعد وفاة ابن رزيك متأثراً بجراحه، تولى ابنه الملك العادل رزيك الوزارة فتتبع قتلة أبيه في كل مكان وقتلهم وكان أولهم العمّة ست القصور حيث طلبها فأُحضرت إليه فخنقها بمنديل وألقيت أمامه، وأسرعت أختها الأخرى بالتبرؤ من أي دور في هذه المؤامرة، وكان مقتل ست القصور في سنة 556 هـ

## وصلات خارجية
- سيدة القصور ودورها في مقتل ابن رزيك